# Provinz Zamora Chinchipe

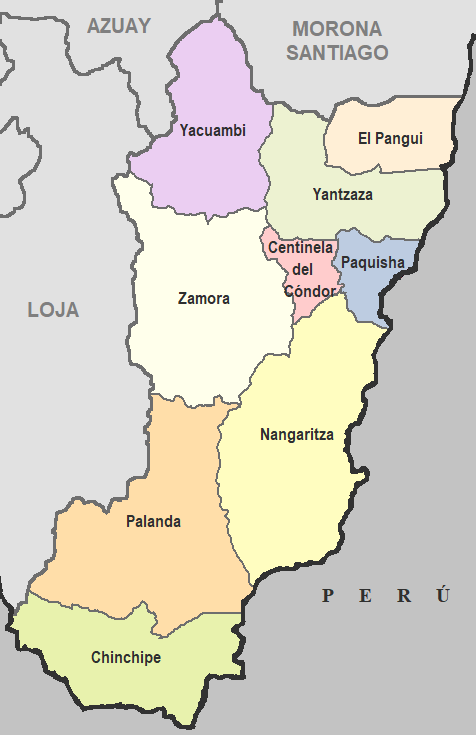
Karte der Provinz Zamora Chinchipe mit Kantonen

Die Provinz Zamora Chinchipe (span. Provincia de Zamora Chinchipe) ist eine Provinz in Ecuador. Sie hat auf einer Fläche von etwa 10.600 km² rund 110.000 Einwohner. Ihre Hauptstadt ist Zamora. Die größte Stadt und Handelszentrum ist Yantzaza.

## Lage
Die Provinz liegt im Südosten Ecuadors im Oriente genannten ecuadorianischen Anteil am Amazonastiefland. Sie grenzt im Westen an die Provinz Loja, im Nordwesten an Azuay, im Norden an Morona Santiago und im Osten und Süden an Peru.

## Wirtschaft
Die Menschen in Zamora Chinchipe leben zu einem Großteil von der Landwirtschaft. Daneben werden Tropenhölzer geschlagen. Auch Kunsthandwerk ist ansässig.
Insbesondere der Kanton Zamora ist von alters her für seine reichen Goldvorkommen bekannt. In einigen Minen (z. B. Nambija) wird noch heute, allerdings auf eher altertümlichen Methoden, Gold abgebaut.

## Geschichte
Die Provinzhauptstadt Zamora wurde 1550 von Alonso de Mercadillo, der auch Loja errichtete, begründet.
Die Provinz ging aus der 1911 gegründeten Provinz Oriente bzw. der 1920 aus ihr ausgegliederten Provinz Santiago-Zamora hervor, die am 10. November 1953 in zwei Provinzen aufgeteilt wurde. Der nördliche Teil bildete die Provinz Morona Santiago (mit Hauptstadt Macas), der südliche Zamora Chinchipe.
Aufgrund ihrer exponierten Lage an der Grenze zu Peru war der Osten der Provinz wiederholt Schauplatz von kriegerischen Auseinandersetzungen der beiden Nachbarländer. Insbesondere die Cordillera del Cóndor (siehe Erläuterungen unter Morona Santiago) war Schauplatz des Peruanisch-Ecuadorianischen Grenzkriegs im Jahr 1981.
Entwicklung der Einwohnerzahl der Provinz Zamora Chinchipe bei landesweiten Volkszählungen zum jeweiligen Gebietsstand:
| Jahr                    | Einwohner | +/-     |
| ----------------------- | --------- | ------- |
| 1962                    | 11.464    | –       |
| 1974                    | 34.493    | 200,9 % |
| 1982                    | 46.691    | 35,4 %  |
| 1990                    | 66.167    | 41,7 %  |
| 2001                    | 76.601    | 15,8 %  |
| 2010                    | 91.376    | 19,3 %  |
| 2022                    | 110.973   | 21,4 %  |
| Datenherkunft: Wikidata |           |         |

## Kantone
Die Provinz Zamora Chinchipe hat derzeit neun Kantone. Diese sind (in der Reihenfolge ihrer Einrichtung):
1. Zamora (eingerichtet 1911, Hauptort: Zamora)
2. Chinchipe (eingerichtet 1921, Hauptort: Zumba)
3. Yacuambi (eingerichtet 1921, Hauptort: 28 de Mayo, auch als "San José de Yacuambi" bekannt; am 28. Mai 1944 wurde in der "Mai-Revolution" der diktatorische Präsident Carlos Alberto Arroyo del Río durch friedlichen zivilen Protest aus dem Amt gebracht[9])
4. Yantzaza (eingerichtet 1981, Hauptort: Yantzaza; Yantzaza bedeutet „Tal der Leuchtkäfer“ in der Sprache der Shuar)
5. Nangaritza (eingerichtet 1987, Hauptort: Guayzimi)
6. El Pangui (eingerichtet 1991, Hauptort: El Pangui)
7. Centinela del Cóndor (eingerichtet 1995; Hauptort: Zumbi)
8. Palanda (eingerichtet 1997; Hauptort: Palanda)
9. Paquisha (eingerichtet 2002; Hauptort: Paquisha)